# Pristimantis insignitus
Eleutherodactylus insignitus là một loài động vật lưỡng cư trong họ Strabomantidae, thuộc bộ Anura. Loài này được Ruthven mô tả khoa học đầu tiên năm 1917.